# Cantón de Croisilles
El cantón de Croisilles era una división administrativa francesa que estaba situada en el departamento de Paso de Calais y la región de Norte-Paso de Calais.

## Composición
El cantón estaba formado por veintisiete comunas:
- Ablainzevelle
- Ayette
- Boiry-Becquerelle
- Boisleux-au-Mont
- Boisleux-Saint-Marc
- Boyelles
- Bucquoy
- Bullecourt
- Chérisy
- Courcelles-le-Comte
- Croisilles
- Douchy-lès-Ayette
- Écoust-Saint-Mein
- Ervillers
- Fontaine-lès-Croisilles
- Gomiécourt
- Guémappe
- Hamelincourt
- Héninel
- Hénin-sur-Cojeul
- Mory
- Moyenneville
- Noreuil
- Saint-Léger
- Saint-Martin-sur-Cojeul
- Vaulx-Vraucourt
- Wancourt

## Supresión del cantón de Croisilles
En aplicación del Decreto n.º 2014-233 de 24 de febrero de 2014, el cantón de Croisilles fue suprimido el 22 de marzo de 2015 y sus 27 comunas pasaron a formar parte; dieciocho del nuevo cantón de Bapaume y nueve del nuevo cantón de Arras-3.